# IC 4782
IC 4782 هو اصطدام مجري، يقع في كوكبة المرقب (كوكبة). يقع جنوب خط الاستواء السماوي، وعلى هذا النحو، يمكن رؤيته بسهولة أكبر من الجزء الجنوبي من الكرة الأرضية.

## روابط خارجية
- IC 4782 على موقع ويكي سكاي: DSS2, SDSS, GALEX, IRAS, Hydrogen α, X-Ray, Astrophoto, Sky Map, Articles and images